# Falkensee
Falkensee er en by i landkreis Havelland i den tyske delstat Brandenburg ved grænsen til Berlin. Byen blev dannet i 1923 ved en sammanslutning af byerne Seegefeld og Falkenhagen. Byen har været ramt af mange brande, så mange dokumenter om byens ældre historie er forsvundet. I 1920'erne flyttede mange Berlinere til Falkensee – "ud i det grønne".
Under 2. verdenskrig, 1943 oprettede nazisterne en koncentrationslejr med op til 2.500 fanger i Falkensee, som udgjorde en del af KZ-lejren Sachsenhausen.
Efter Tysklands genforening i 1990 øgedes indbyggertallet betydeligt på grund af, at mange personer fra Vestberlin flyttede til byen.

## Bydele og bebyggelser
- Finkenkrug
- Falkenhagen
- Falkenhöh
- Seegefeld
- Falkenhain
- Waldheim